# Radioseven
Radioseven var en svensk webbradiostation(1999–2017). Musiken som spelades var  mestadels dance, trance och house.
Patrick Westerlund startade stationen den 8 augusti 1999, då under namnet 7UP-Radio. Den 8 augusti 2009 firade stationen 10-årsjubileum då lyssnarna fick höra historiska jinglar och information om stationens historik. I början av 2000-talet växte Radioseven i takt med att antalet bredbandsuppkopplingar i hemmen ökade och idag är man fortfarande den största radiostationen i Sverige som bara sänder på Internet.
År 2005 Blev Mikael Andersson ordförande och drev upp stationen till Sveriges största webbradio. 2006 blev stationen tilldelad Radioakademins specialpris med följande motivering:
| ” | Med glöd, engagemang och med knappa resurser har vinnarna tagit den nya tekniken till sig. De har skapat en kanal och en community där radiointresserade ungdomar över hela landet kan vara med och göra radio från det egna hemmet. | „ |

I anslutning till kanalens hemsida fanns sedan 2005 ett community. Radioseven har sänt på plats från Linköpings hamnfestival, senaste gången i slutet av maj 2009. Den 22 september 2009 började Radioseven sända i det digitala radionätet DAB+.
Utdrag från pressrelease från Teracom:
"Radioseven är den tionde kanalen i det digitala radionätet. Den webbsända kanalen kommer att ingår som en del i ett kommande pilotprojekt med digitalradio, som inleds under hösten.
– Vi ser fram emot piloten och hoppas att en digitalisering av radion i Sverige skall kunna öka utbudet och mångfalden i svensk radio på samma sätt som tv-marknaden berikats genom införandet av digitala marksändningar, säger Mikael Andersson, stationschef Radioseven.
Sändningarna är ett samarbete mellan programbolagen och Teracom. Syftet är bland annat att undersöka vad lyssnarna tycker om det utökade innehållet och de tilläggstjänster som digitalradio ger. Piloten kommer även att möjliggöra för programbolagen att utvärdera kvalitet, innehåll och tjänster inför en kommande bred lansering av digitalradio."'
Mikael Andersson har jobbat många år inom kommersiell radio/TV. Föreningen har också haft två tidigare webbradiostationer; ICE och Mysteria men på grund av bristande ekonomi lades dessa stationer ned den 25 januari 2006. Radiokanalen stängde sina sändare 2017.
| Programledare på Radioseven |
| --- |
| - Alexander Jungå - Andreas Bouvin - Andreas Langell - Andreas Ek - Björn Strömblom - Björn Söderstedt - Chris Missikos - Daniel Hübinette - Daniel Nordblom - Daniel Pereaux - David Fältström - Edwin Cederqvist - Felix Andersson - Fredrik Hansen - Fredrik Wahlstedt - Gabriel Almegård - Jonas Hallgren - Kim Carlsson - Lars Petersson - Linus Larsson - Lucas Vallgren - Ludvig Faleij - Marcus Sahanen - Martin Svensson - Mattias Håkansson - Mikael Andersson - Mikael Olsson - Mikael Norrfors - Ola Sterling - Oscar Zachrisson - Patrik Hallmert - Robin Calmegård - Robin Silfverberg - Peter Hellberg - Robin Söderlund - Sami Tolonen - Sebastian Ljung - Tobias Gustafsson - Tobias Nordquist - Tomas Roos - Viktor Nyberg |